# Liste der Fischereikennzeichen in Portugal
Das Fischereikennzeichen ist ein vorgeschriebenes Kennzeichen am Bug von Seefischerschiffen. Das Kennzeichen besteht aus einer Buchstabenfolge, die den Heimathafen bezeichnet, gefolgt von einer Registriernummer.
| Abkürzung | Heimathafen                   |
| --------- | ----------------------------- |
| AH        | Angra do Heroísmo             |
| AL        | Albufeira                     |
| AN        | Âncora                        |
| AV        | Aveiro                        |
| BR        | Barreiro                      |
| CM        | Caminha                       |
| CS        | Cascais                       |
| E         | Ericeira                      |
| ER        | Ericeira                      |
| ES        | Esposende                     |
| F         | unbekannt                     |
| FF        | Figueira da Foz               |
| FN        | Funchal                       |
| FR        | Faro                          |
| FZ        | Fuzeta                        |
| H         | ??                            |
| HT        | Horta                         |
| L         | Lisboa                        |
| LE        | Leixões                       |
| LG        | Lagos                         |
| LP        | Lajes do Pico                 |
| LX        | Lisboa                        |
| N         | Nazaré                        |
| NZ        | Nazaré                        |
| O         | Olhão                         |
| OL        | Olhão                         |
| PD        | Ponta Delgada                 |
| PE        | Peniche                       |
| PM        | Portimão                      |
| PS        | Porto Santo                   |
| PT        | Douro                         |
| PV        | Póvoa de Varzim               |
| Q         | Quarteira                     |
| QT        | Quarteira                     |
| RE        | Peso da Régua                 |
| RG        | Ribeira Grande auf São Miguel |
| SA        | Sagres                        |
| SB        | Sesimbra                      |
| SE        | Setúbal                       |
| SF        | Santa Cruz das Flores         |
| SG        | Santa Cruz da Graciosa        |
| SM        | São Martinho do Porto         |
| SN        | Sines                         |
| SR        | São Roque do Pico             |
| T         | Tavira                        |
| TR        | Trafaria                      |
| TV        | Tavira                        |
| VC        | Vila do Conde                 |
| VE        | Velas auf São Jorge           |
| VF        | Vila Franca do Campo          |
| VI        | Viana do Castelo              |
| VP        | Vila do Porto                 |
| VR        | Vila Real de Santo António    |
| VV        | Vila Praia da Vitória         |
| VX        | Vila Franca de Xira           |